# Bruno Cortini
Bruno Cortini (Roma, 13 dicembre 1943 – Roma, 29 ottobre 1989) è stato un regista e sceneggiatore italiano.

## Biografia
Dopo essere stato aiuto regista di Carlo Vanzina, esordisce alla regia nel 1983 con Sapore di mare 2 - Un anno dopo di cui cura anche la sceneggiatura. Dirigerà altri due film dello stesso filone sulle avventure sentimentali estive di gruppi giovanili e si dedicherà in seguito a produzioni per la televisione.
Morì il 29 ottobre 1989 all'età di 45 anni.

## Filmografia

### Regista
- Sapore di mare 2 - Un anno dopo (1983)
- Giochi d'estate (1984)
- Molly 'O — serie TV (1986)
- L'estate sta finendo (1987)
- Colletti bianchi – serie TV (1988)
- Una casa a Roma – miniserie TV (1989)